# Листвянка (Ижморский район)
Листвя́нка — деревня в Ижморском районе Кемеровской области. Входит в состав Троицкого сельского поселения.

## География
Центральная часть населённого пункта расположена на высоте 204 метров над уровнем моря.

## Население
По данным Всероссийской переписи населения 2010 года, в деревне Листвянка проживает 32 человека (18 мужчин, 14 женщин).